# エル・プログレソ

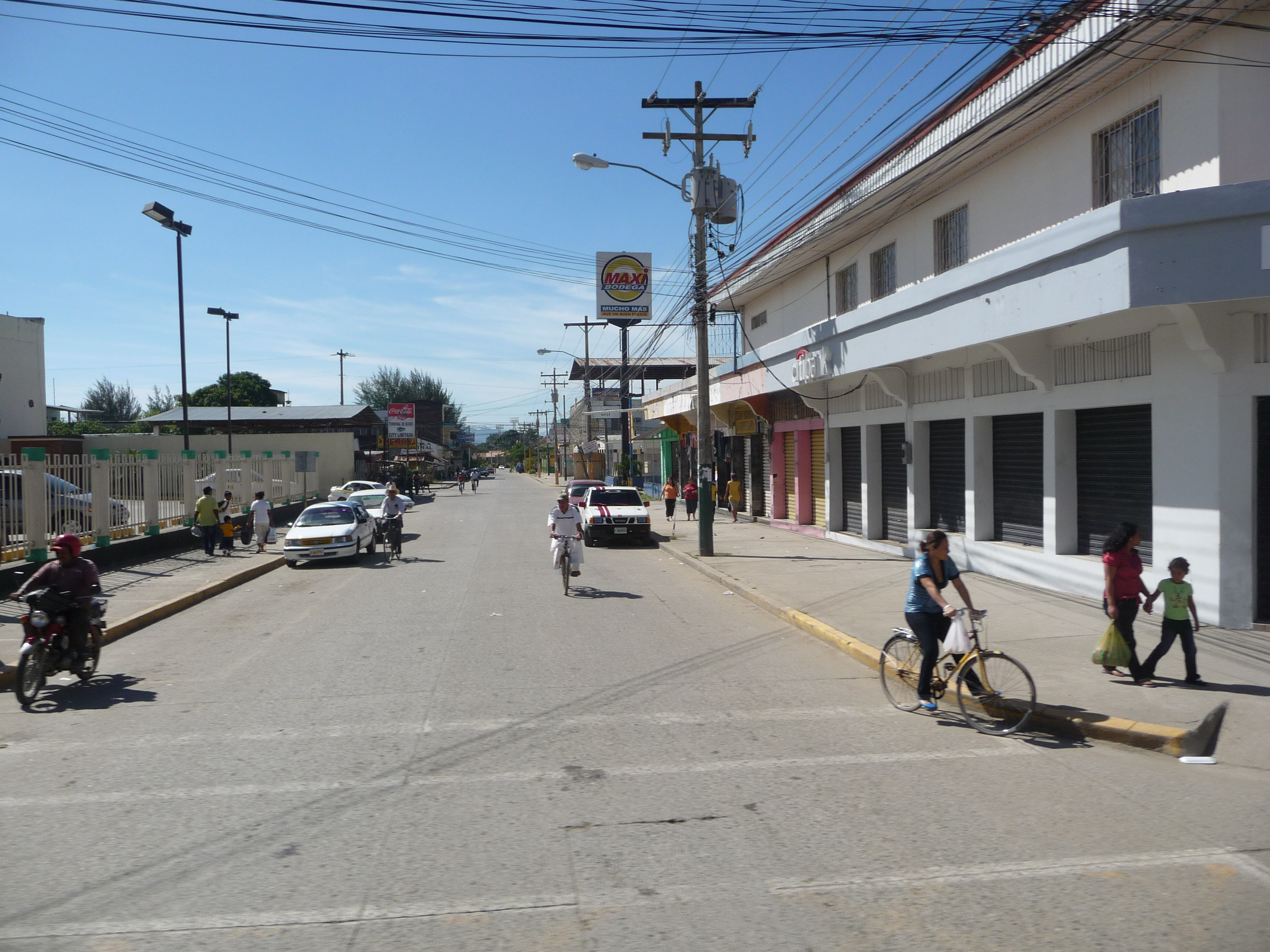
中心部の街並み

エル・プログレソ (スペイン語：El Progreso / el pɾoˈɣɾeso)は、ホンジュラスのヨロ県の都市。
2013年の人口は11万4934人で、国内5位。

## 人口
- 1988年5月1日：6万2364人
- 2001年7月28日：9万4797人
- 2013年8月10日：11万4934人

## 地理

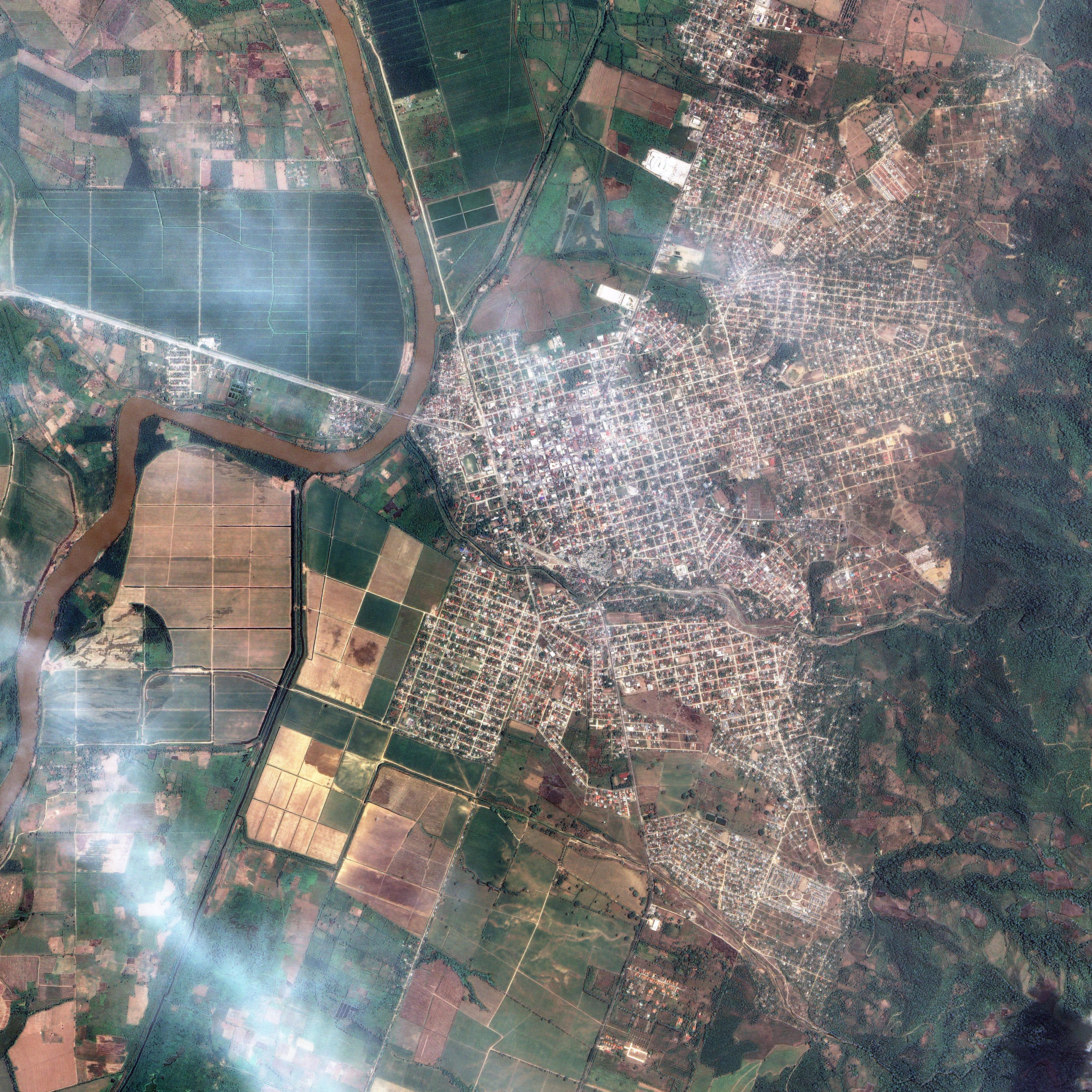
エル・プログレソを流れるウルア川

- ミコ・ケマド山脈
- ウルア川（英語版）